# Lago di Sant'Anna
Il lago di Sant'Anna si trova nel comune di Vinadio, in provincia di Cuneo, nell'alto vallone di Sant'Anna.

## Descrizione
Il lago è situato a 2167 m sopra il livello del mare ed è un lago completamente naturale, nato per via della escavazione glaciale. Circondato da rocce tipiche di gneiss, appartenenti al massiccio cristallino del monte Argentera, si trova nelle Alpi Marittime.
Il luogo è parecchio frequentato a causa della sua vicinanza all'omonimo santuario.

## Accesso
Dopo aver passato l'abitato di Vinadio si prosegue per il colle della Lombarda e Sant'Anna di Vinadio. Una volta raggiunto il Santuario di Sant'Anna svoltare a sinistra e dopo circa 500 metri lasciare l'auto nel ampio piazzale dove inizia l'itinerario per il giro dei laghi di Sant'Anna. Una volta arrivati alla fine della strada percorribile dalle automobili prendere l'unico sentiero disponibile e dopo circa 500 metri, al bivio, svoltare a destra seguendo la segnaletica per il Passo Tesina, superati alcuni piccoli laghi, si raggiunge il lago di Sant'Anna.

## Punto di appoggio
Santuario di Sant'Anna.

## Fauna
Il lago è popolato dalla trota fario.

## Galleria d'immagini

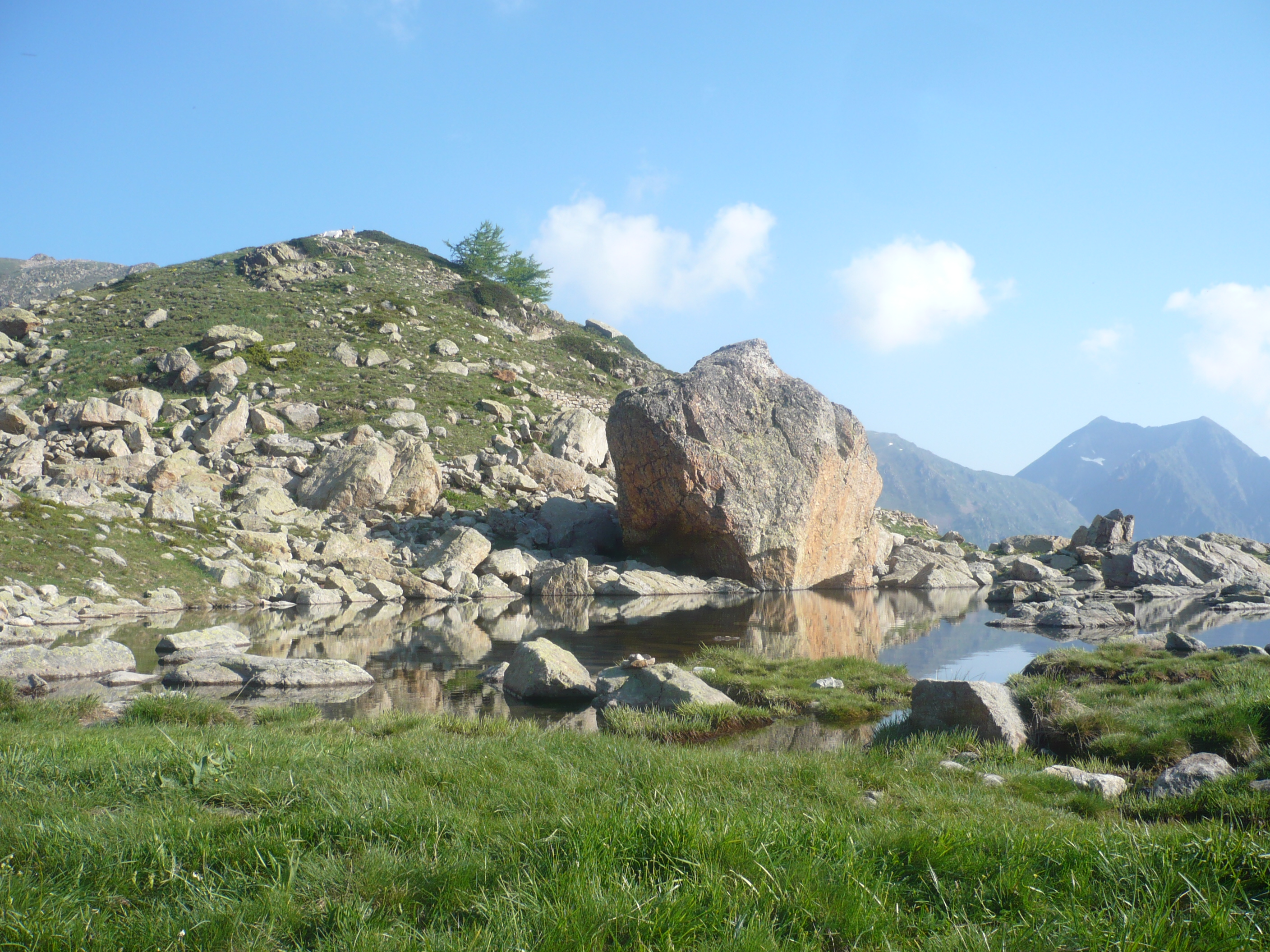
Piccolo Laghetto
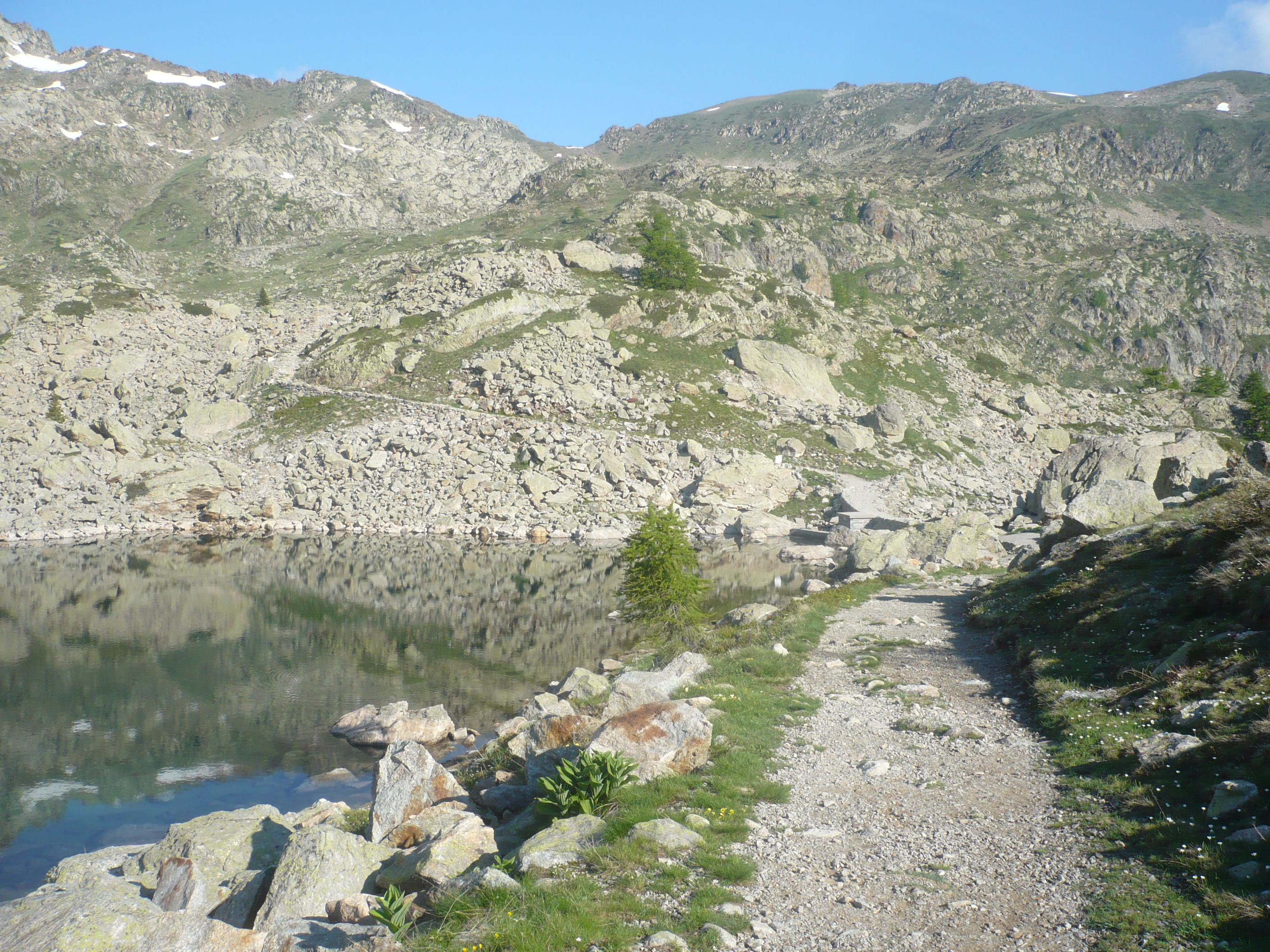
Il lago di Sant'Anna
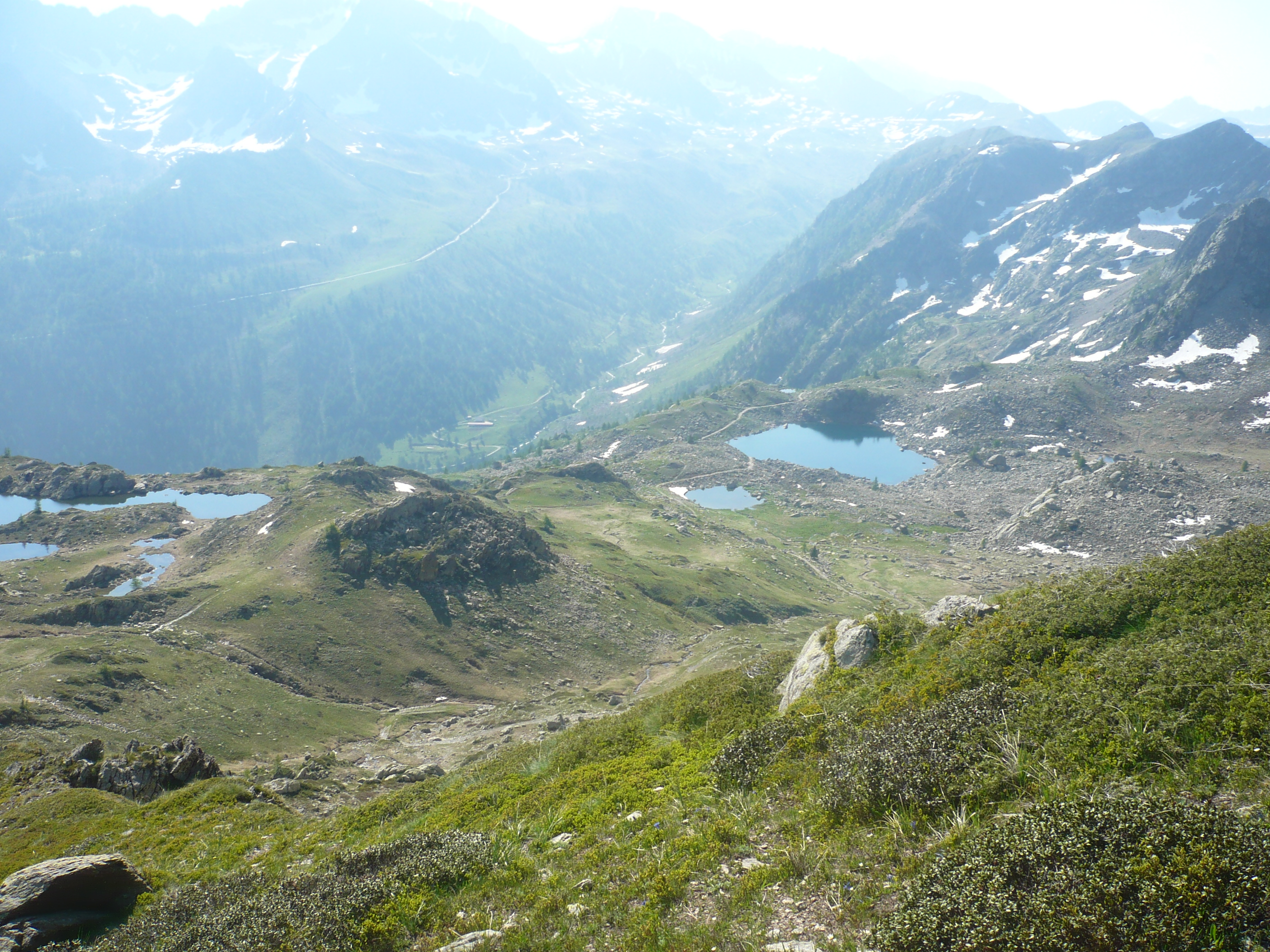
Il lago di Sant'Anna dal Passo Tesina